# Onze-Lieve-Vrouw-Onbevlekt-Ontvangenkerk (Centuripe)

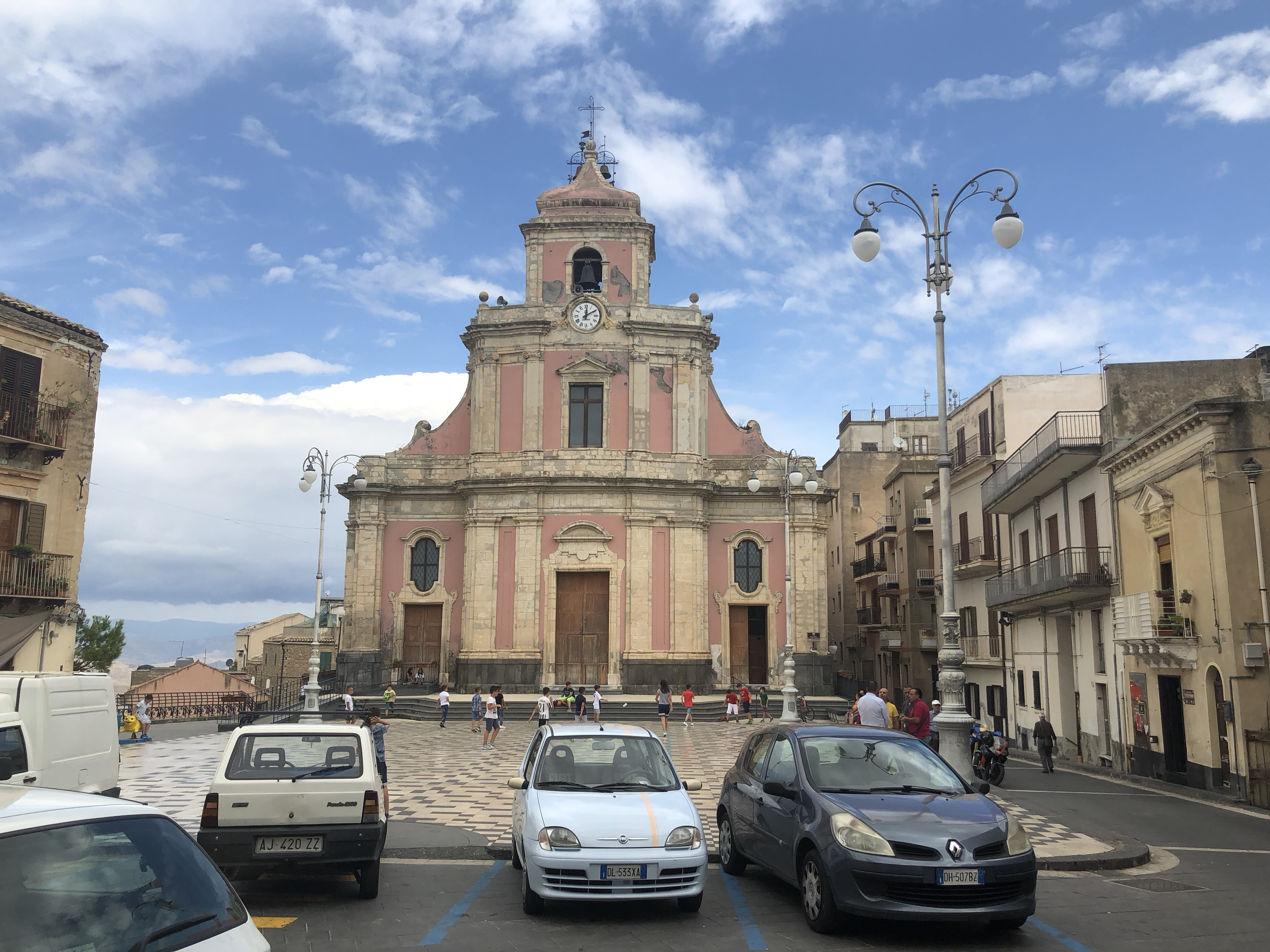
Onze-Lieve-Vrouw-Onbevlekt-Ontvangenkerk van Centuripe, Sicilië

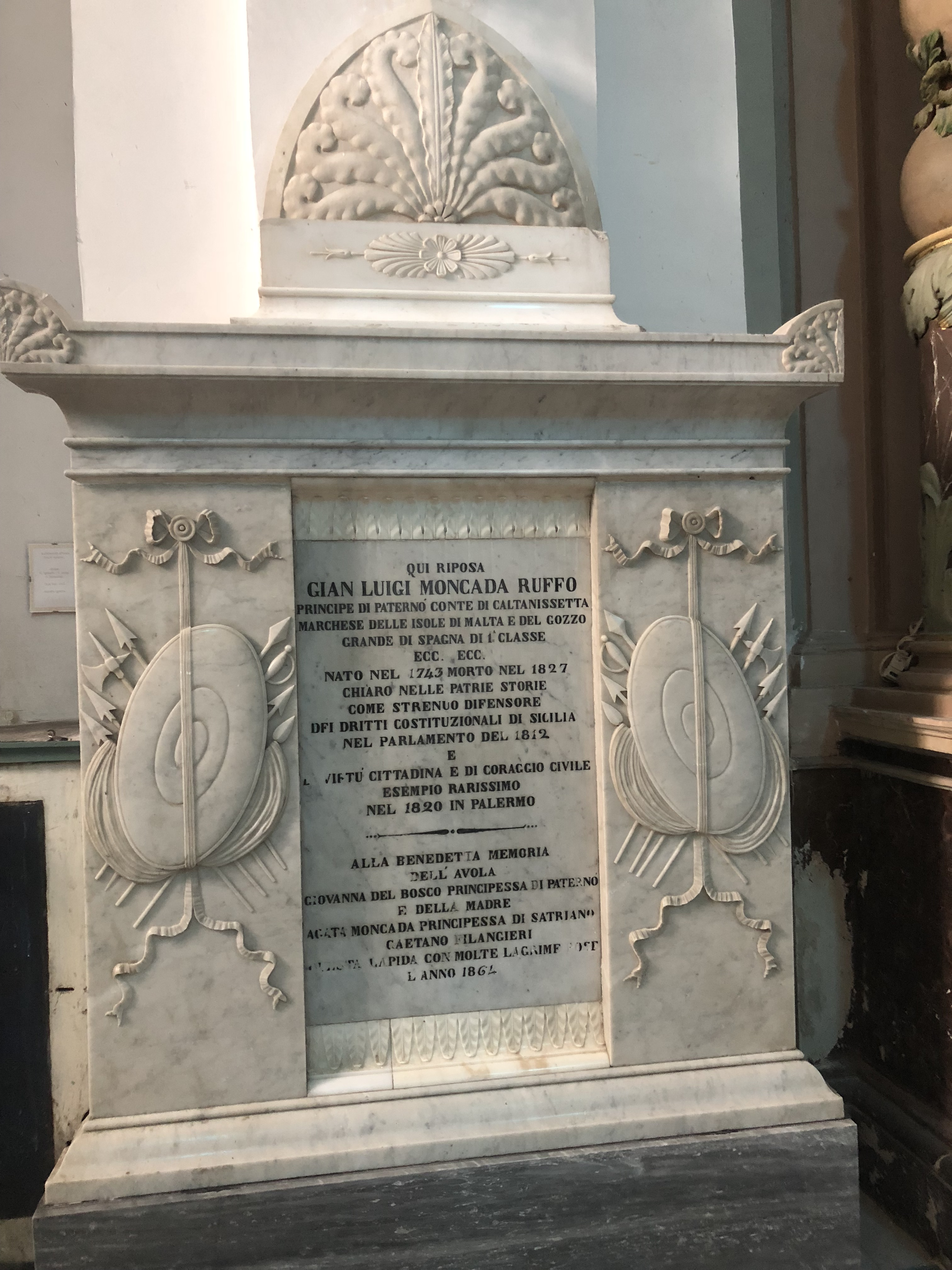
Graf van de 9e prins van Paternò

De Onze-Lieve-Vrouw-Onbevlekt-Ontvangenkerk of Chiesa dell’Immacolata Concezione in het Italiaans, is een kerk in Centuripe, dat een dorp is op het Italiaanse eiland Sicilië. Zij heeft de functie van chiesa madre of hoofdkerk of ook duomo, wat hier hetzelfde betekent als de hoofdkerk van de gemeente. Zij is gelegen aan de Piazza Duomo dat met behulp van tegels in twee kleuren een dambordpatroon heeft.
De bouw vatte aan begin van de jaren 1700; de eerste plannen dateerden van het begin van de eeuw tevoren. In het jaar 1728 werd de kerk ingewijd. De kerk behoort tot het bisdom Nicosia.
De stijl is barok.
Het basispatroon is een Latijns kruis. De hoofdas bestaat uit drie beuken (architectuur). In de voorgevel is een uurwerk aangebracht en daarboven staat centraal de klokkentoren.
In de kerk is een van de prinsen van Paternò begraven, namelijk Giovanni Luigi Moncada, de 9e prins van Paternò (1743-1827). De man droeg nog andere adellijke titels: graaf van Caltanissetta, markies van Malta en Gozo en Grande van Spanje. Na de afschaffing van de feodaliteit in het koninkrijk Sicilië, en dus na de afschaffing van het prinsdom Paternò (1812), behield deze edelman niettemin de eretitel en werkte hij mee aan een grondwet voor Sicilië. In 1820 leidde hij een revolte, wat op de grafsteen vermeld wordt als een moedige burgerdaad.